# Болт
Вижте пояснителната страница за други значения на Болт.
Болтът (на английски: bolt) е крепежен елемент от винтовите съединения, наред с винта, шпилката и гайката. Представлява цилиндрично тяло (стебло) с глава. На част от стеблото е нарязана резба, на която се навиват гайки. Най-разпространената форма на главата на болта е външният шестостен, която се завива и развива с гаечен ключ. Съществуват и редица други форми с различни видове прорези и отвори (например вътрешен шестостен) на челната част на главата, пригодени за използване с различни видове отвертки и накрайници.
Болтовото съединение представлява разглобяемо съединение между болт (винт) с милиметрова, цолова или друг вид машинна резба и гайка със същия размер и стъпка на резбата. Съществуват и други видове винтови съединения, като: „винт – корпус“, „гайка – шпилка – корпус“, „гайка – шпилка – гайка“ и други.
Често се асоциира с винт, който е конструктивно еднакъв с болта, но се характеризира с това, че за разлика от болтовото съединение не се използва гайка, а се навива директно в един от детайлите, които се съединяват. Изключение е винтът за дърво, при който се наблюдават конструктивни различия – заострена предна част. В зависимост от изискванията към болтовото съединение, може да се добавят и различни видове шайби за осигуряване срещу саморазвиване (федер шайби), против деформиране и разрушаване на площта на свързване на детайла със скрепителния елемент или за увеличаване на площта на притискане.